# Katharinenberg (Wunsiedel)
Der Katharinenberg ist ein 618 m ü. NHN hoher Berg aus Phyllit unmittelbar südlich der Stadt Wunsiedel im Fichtelgebirge in Oberfranken. An seinem Nord- und Nordwesthang befindet sich ein artenreicher Bestand an Bäumen, Sträuchern und Halbsträuchern. Der Berg ist auch Standort seltener Kräuter, die in Nordostbayern nur dort vorkommen. Teilbereiche des Berges sind ein geschütztes Naturdenkmal oder wurden in die Bayerische Denkmalliste eingetragen.

## Die Bauwerke

### Wallfahrtskirche

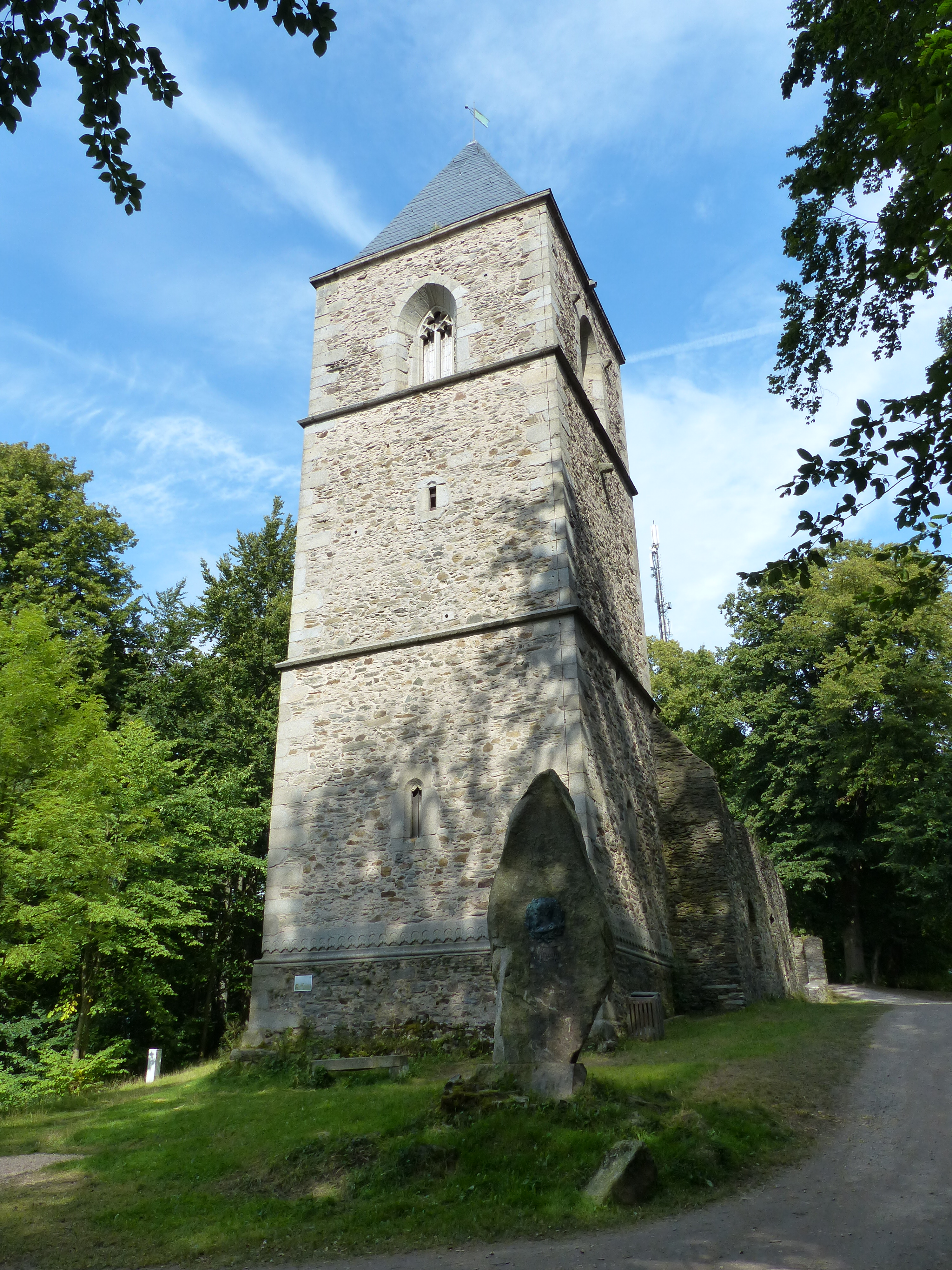
Die Kirchenruine auf dem Katharinenberg

Im Gipfelbereich steht die Ruine der ehemaligen Wallfahrtskirche, das älteste Bauwerk Wunsiedels, das der heiligen Katharina von Alexandrien geweiht war. Die Zeit ihrer Entstehung ist unbekannt, in einem von 14 Erzbischöfen und Bischöfen gesiegelten Ablassbrief vom 1. Oktober 1364 wurde sie erstmals urkundlich erwähnt. Die frühere Bergkapelle enthielt ein weithin berühmtes Gnadenbild der Heiligen Katharina, das viele Wallfahrer anzog. Der Brief gewährte 40 Tage Ablass von kirchlichen Sündenstrafen allen, die an bestimmten, einzeln aufgeführten Tagen zu der Kapelle kamen und sie mit Gaben unterstützten. 1384 wurde eine Frühmesse gestiftet, die von einem Wunsiedler Priester gehalten wurde. Die Dörfer Rügersgrün und Holzmühl mussten hierzu aus ihren Erträgen jährliche Unterhaltszahlungen leisten. 1444 wurde ein Laienbruder genannt, der als Einsiedler Mesner- und Wächterdienste versah.
Im Stadtarchiv Wunsiedel befindet sich ein kurz nach 1500 geschriebener Bericht über Wunderheilungen durch die heilige Katharina. Zu der ältesten Wallfahrt auf den Katharinenberg pilgerten Leute aus dem „Pehemer Land“ (Böhmen) und aus Orten „zwu Meil hinter Nürnberg“. Es waren Lahme, Blinde, halb Ertrunkene und Erstickte, auch Kriegsbeschädigte, die sich „zu der lieben Junckfrau Sant Katharina ufm Berg gelobt“ hatten. Diese Märtyrerin galt als die größte Heilige unter den Vierzehn Nothelfern. Das bis zur Reformation aufgesuchte Wallfahrtsziel war eine als wundertätig geltende Marmorstatue der Märtyrerin.

### Ausbau zur Kirche
Ab 1452 begann man mit dem Bau des Westturms. Nach der Wartordnung von 1498 diente er auch als Beobachtungs- und Signalstation. Nach Einführung der Reformation verfiel die Kirche bis auf die Grundmauern. Den Sockel des gut erhaltenen Turmes schließt ein sorgfältig aus Granit gearbeitetes Gesimse ab, im Obergeschoss befinden sich vier spitzbogige Schallfenster aus Granit. Die Inschrift einer Granittafel an der Nordseite des Turmes erinnert an die siegreiche Verteidigung Wunsiedels 1430 gegen die Hussiten und 1462 gegen die Böhmen.
Mitten im ehemaligen Langhaus steht ein vierseitiger Granitpfeiler aus dem 15. Jahrhundert, der als Opferstock diente. Im Chor steht ein spätgotischer Bildstock aus Granit, bekrönt mit einem Kreuz. Er stand bis 1826 am Nordfuß des Berges auf einer Brücke über die Rösla und wurde 1848 in der Kirchenruine aufgestellt. Südwestlich des Turmes steht ein hoher Granitfindling mit dem Medaillonbildnis des Prinzregenten Luitpold. Der Kartograph Johann Christoph Stierlein stellte 1816 eine erstmals sehr präzise Karte des Kirchenbereichs mit dem noch vorhandenen Bestand fertig.
Bei einem ökumenischen Gottesdienst im Mai 2002 wurden innerhalb der Kirchenruine Granittafeln mit den acht Seligpreisungen aus der Bergpredigt Jesu in Deutsch, Englisch, Französisch, Tschechisch, Russisch und Lateinisch als Symbol für Frieden, Versöhnung und Völkerfreundschaft geweiht.

## Geschichte
Hans von Kotzau besiegte 1430 die Hussiten in der Schlacht am Katharinenberg. Später siegte dort 1462 Jobst von Schirnding im Bayerischen Krieg über die Böhmen. Lokale Quellen sprechen von einer „längeren“ und einer „näheren Hussenrais“.

## Bürgerpark Katharinenberg
Die älteste Stadtchronik berichtet, dass die Wunsiedler Bürger den Katharinenberg abgeholzt haben, als sie ihre Stadt erbauten. Dies könnte zutreffen, denn der Katharinenberg trug ursprünglich zweifellos Laubwald. Der Phyllitboden, der vom Röslatal von 535 bis auf 618 Meter ansteigt, wirkt sich günstig für die Laubwaldbestockung aus. An den Hängen des Katharinenbergs legten die Bürger schon frühzeitig Acker- und Wiesenflächen an. Die Kuppe des Berges dagegen blieb Gemeingut, also städtischer Besitz. Um 1800 versuchte ein Kreis von Männern den Obstbau im Fichtelgebirge einzuführen. Es entstand der Gedanke, die Kuppe des Katharinenbergs zu kultivieren und dort eine Obstplantage anzulegen. Im Sommer 1810 begannen junge Leute aus Wunsiedel die Ruine und ihre Umgebung zu säubern und den Boden zu bearbeiten. Man pflanzte Aprikosen-, Kirsch- und Weichselbäume, die allerdings den Winter nicht überstanden. Daraufhin ließ man durch den Bayreuther Hofgärtner Örtel einen Plan für eine Parkanlage anfertigen und pflanzte in den folgenden Jahren Birken, Ebereschen, Rosensträucher und anderes.
1833 übernahm die Stadt Wunsiedel die Pflege der Katharinenberganlagen. Bei bestimmten Anlässen wurden kleine Feste auf dem Katharinenberg gefeiert. Die damaligen Anlagen umfassten aber nur etwa ein Zehntel der heutigen Park- und Waldflächen. Etwa um 1892 war die gesamte Bepflanzung fertiggestellt und der Katharinenberg dient den Wunsiedler Bürgern seither als Erholungsort.

### Schützenhaus, Landesjagdschule und Jugendherberge
Als 1877 der Bahnhof in Wunsiedel gebaut wurde, musste der Schießbetrieb der Schützengesellschaft auf dem Grundstück eingestellt werden. Die Schützengesellschaft erhielt von der Stadt Wunsiedel ein neues Schießgelände am Nordosthang des Katharinenbergs, wo sie seit 1878 ein Schützenhaus besitzt.
Dem Gebäudekomplex ist die Schulungsstätte des Bayerischen Landesjagdverbandes angegliedert. Die Stadt Wunsiedel baute 2006 die Zufahrt zum Schützenhaus aus. Vom dortigen Parkplatz hat man einen guten Blick auf Wunsiedel. An der Westseite des Katharinenbergs befindet sich die Jugendherberge des Kreises.

## Lernort Natur
Von der Marktredwitzer Straße abzweigend kommt man in östlicher Richtung durch einen alten Hohlweg, die Birnbaumgasse mit einem Naturlehrpfad. Angegliedert ist eine ausgedehnte Streuobstwiese.
An der Nordseite des Berges, nach der Auffahrt durch die Kellergasse zu den Parkplätzen beim Schützenhaus befindet sich ein Rotwildgehege.
An der Südwestseite des Katharinenbergs entstand ein Greifvogel- und Eulenpark, der im Frühjahr 2007 für die Besucher geöffnet wurde. Dort können aus nächster Nähe über 50 Tag- und Nachtgreifvögel aus 23 Arten in 20 großräumigen Volieren und tägliche Flugvorführungen beobachtet werden.

## Collis Clamat
Seit 2009 wird auf dem Berg das Mittelalterfest Collis Clamat veranstaltet, bei dem Episoden aus der Geschichte Wunsiedels dargestellt werden.